# Alberto Castelvecchi
Alberto Castelvecchi (Roma, 12 de abril de 1962), editor y talent scout italiano.

## Biografía
Se cría en Bangkok; estudia filología y lingüística. Trabaja en la RAI, a cargo de programas culturales para Rai Radio Tre y Rai Radio Due. Ha colaborado con Il Messaggero y la Repubblica. Actualmente escribe en Panorama.
En 1997, con Luca Serianni escribió una de las más importantes gramáticas descriptivas de la lengua italiana, Italiano. Grammatica, sintassi, dubbi.
En 1993 fundó la editorial Castelvecchi, dedicada a nuevos autores; ha publicado obras de Aldo Nove, Isabella Santacroce y Luther Blissett.
Participa en el grupo de expertos veDrò, a cargo del área "innovazione e veDròLAB".